# Бреван ан Басињи
Бреван ан Басињи (фр. Breuvannes-en-Bassigny) насеље је и општина у североисточној Француској у региону Шампањ-Арден, у департману Горња Марна која припада префектури Шомон.
По подацима из 2011. године у општини је живело 703 становника, а густина насељености је износила 14,48 становника/km². Општина се простире на површини од 48,55 km². Налази се на средњој надморској висини од 326 метара.

## Демографија
| 1962. | 1968. | 1975. | 1982. | 1990. | 1999. | 2011. |
| ----- | ----- | ----- | ----- | ----- | ----- | ----- |
| 800   | 879   | 896   | 805   | 727   | 750   | 703   |

График промене броја становника у току последњих година